# Comuna Bakaiivka, Icinea
Bakaiivka (în ucraineană Бакаївка) este o comună în raionul Icinea, regiunea Cernihiv, Ucraina, formată din satele Bakaiivka (reședința) și Komarivka.

## Demografie
Componența lingvistică a comunei Bakaiivka
     Ucraineană (99,52%)
     Alte limbi (0,48%)
Conform recensământului din 2001, majoritatea populației comunei Bakaiivka era vorbitoare de ucraineană (99,52%), existând în minoritate și vorbitori de alte limbi.